# Isidis Planitia
L'Isidis Planitia è una pianura (planitia) situata in un enorme bacino da impatto su Marte, il cui centro si trova a 14° di latitudine nord e 88° di longitudine est. È la terza più grande struttura da impatto del pianeta dopo i bacini Hellas ed Argyre – ha un diametro di circa 1.200 km. Il lander Beagle 2 stava per atterrare nella parte orientale dell'Isidis Planitia nel dicembre 2003 quando furono persi i contatti con esso.